# Allan Anthony Costly
Allan Anthony Costly Blyden (13 de dezembro de 1954) é um ex-futebolista profissional hondurenho, que atuava como defensor.

## Carreira
Allan Anthony Costly fez parte do elenco da histórica Seleção Hondurenha de Futebol das Copas do Mundo de 1982, ele fez três partidas.  Ele é pai do atacante Carlos Costly.